# محمد أمين ديدي
محمد أمين ديدي (بالديفهي: މުހައްމަދު އަމީން ދޮށިމޭނާ ކިލެގެފާނު)‏ (و 1910 – 1954 م) هو سياسي من جزر المالديف ولد في ماليه. شغل منصب أول رئيس لجزر المالديف وكرئيس للحكومة بين 1 يناير 1953 و 21 أغسطس 1953. كان محمد أمين ديدي قائد أول حزب سياسي في جزر المالديف حزب الشعب التقدمي، وكان أيضًا مدير مدرسة المجيدية من عام 1946 إلى عام 1953. وكان معروفًا بجهوده لتطوير البلاد، والتي شملت النهوض بالمرأة، والتعليم في جزر المالديف، وتأميم صناعة تصدير الأسماك وحظر غير شعبي على تدخين التبغ.
بدعم من الشعب، ألغى سلطنة دامت 812 عاما وأصبح أول رئيس لجزر المالديف في 1 يناير 1953، على الرغم من أنه كان دائما يؤيد الملكية الدستورية.
تولى أمين ديدي منصبه خلال فترة ما بعد الحرب العالمية الثانية، وكانت البلاد لا تزال تعاني من مجاعة واسعة النطاق واستنفدت الموارد.

## النشأة والتعليم
محمد أمين هو ابن أثيريجي أحمد دوشيمينة كيليجفان ورونوجي عائشة ديدي. كان سليل سلالة الحورة من جهة والده. في عام 1920، سافر إلى الخارج إلى سيلان (سريلانكا الآن) ودرس في كلية سانت جوزيف، كولومبو. في عام 1928، ذهب إلى الهند لمزيد من الدراسات، وعاد إلى جزر المالديف بعد عام واحد.
بعد عودته إلى جزر المالديف، شغل مناصب مختلفة في الحكومة، مثل كبير ضباط الجمارك، ورئيس مكتب بريد جزر المالديف، ووزير التجارة، ووزير المالية (1942-1952)، وكان أيضًا عضو برلمان جزر المالديف الأول.
وبدعم من الشعب، ألغى سلطنة عمرها 812 عامًا وأصبح أول رئيس لجزر المالديف في 1 يناير 1953، على الرغم من أنه كان دائمًا يدعم نظامًا ملكيًا دستوريًا.
بعد وفاة السلطان عبد المجيد ديدي ونجله الأمير حسن فريد ديدي، انتخب أعضاء مجلس النواب أمين ديدي ليكون الشخص التالي لخلافة السلطان. لكن من المعروف أن ديدي قال: «من أجل شعب جزر المالديف لن أقبل التاج والعرش». لذلك، تم إجراء استفتاء وأصبحت جزر المالديف جمهورية. لكن الجمهورية لم تدم طويلا وقام أهل ماليه بثورة حرض عليها خمسة أشخاص سعوا وراء السلطة، بينما كان الرئيس في سيلان لتلقي العلاج. تبع ذلك فترة انفصلت فيها أجزاء من الجنوب وشكلت جمهورية سوفاديف المتحدة قصيرة العمر بتحريض من البريطانيين الذين كانوا يبنون محطة إشارات في آدو. عين أهل ماليه فالاناجي إبراهيم ديدي، نائب رئيس أمين، على رأس الحكومة. كان محمد أمين ديدي على علم بهذه الأحداث وتم تحذيره من العودة إلى جزر المالديف، لكنه فعل ذلك في كاتالينا. بمجرد عودة أمين ديدي، من أجل سلامته الشخصية، تم نقله إلى كافو آتول وظل هناك تحت إشراف الحكومة، لكن تمت معاملته بنفس الطريقة التي يعامل بها رئيس الدولة في جزر المالديف.
بعد أربعة أشهر من نقله إلى دونيهو، تم تبادل الرسائل السرية بينه وبين إبراهيم حلمي ديدي، لإنهاء الحكومة الثورية واستعادة النظام الملكي، مع إبراهيم حلمي ملكًا وأمين ديدي كرئيس للوزراء. في إحدى الليالي وصل أمين ديدي إلى ماليه وحاول السيطرة على بانديريج، مما أثار غضب سكان ماليه لدرجة أنه تعرض للضرب حتى الموت. بعد ذلك، أُلقي به في قارب صغير (بوهكورا) بالقرب من ماليه.
في وقت لاحق، تم تقديم قادة المجموعة المتمردة الصغيرة التي أرادت محمد أمين كقائد للمحاكمة، ومنهم محمد أمين ديدي وإبراهيم حلمي ديدي وشمس الدين حلمي. هؤلاء الناس حُكم عليهم بالنفي. تم نفي محمد أمين إلى كافو أتول وجعفارو وإبراهيم حلمي إلى جزيرة جولهي ونفي شمس الدين حلمي إلى جزيرة هيمافوشي.
مع تدهور صحته، تم نقله إلى جزيرة فيهامانافوشي (الآن قرية كورومبا)، حيث توفي في 19 يناير 1954، حيث أقيمت له جنازة صغيرة هناك.

## عائلته
كان لأمين ديدي ابنة واحدة هي أمينة محمد أمين. كان حفيده أمين فيصل وزيراً للدفاع والأمن القومي لجزر المالديف. أحفاده الآخرون هم إبراهيم فيصل وفرحان فيصل وعائشة شويكر. كان اسم والدته عائشة ديدي اسم والده لا يزال إبراهيم دوشيمينا كيليجيفانو.